# Посольство Лівану в Україні
Посольство Лівану в Києві — офіційне дипломатичне представництво Лівану в Україні, відповідає за підтримку та розвиток відносин між Ліваном та Україною.

## Історія дипломатичних відносин
Ліванська Республіка визнала незалежність України 30 грудня 1991 року. 14 грудня 1992 року було встановлено дипломатичні відносини між Україною та Ліваном.
Посольство України в Бейруті було відкрито у серпні 1995 року. У 2004 році було започатковано діяльність почесного консульства Лівану в Україні, а у лютому 2006 році в Києві почало свою діяльність Посольство Лівану в Києві по вулиці Липинського, 4 офіс № 3.

## Посли Лівану в Україні
1. Юсеф Садака (Youssef Sadaka) (2006—2013)
2. Клод Халіль Аль-Хаджаль (Claude Khalil Al Haj Al) (2013—2017)[2][3]
3. Алі Дахер (Ali Daher) (2018-)